# Неръждаема стомана
В металургията, неръждаемата стомана, известна още като инокс (от френски inoxydable – неокисляващ се), представлява стоманена сплав с минимум 10,5% съдържание на хром.
Изделията от неръждаема стомана се отличават със своята устойчивост на корозия, която се увеличава с правопропорционално на съдържанието на хром. Добавянето на молибден увеличава устойчивостта на корозия и устойчивостта срещу киселини и питингова корозия в хлоридни разтвори. Следователно, има много марки неръждаема стомана с различно съдържание на хром и молибден зависимост от околната среда в която сплавта трябва да работи. Неръждаема стомана е устойчива на корозия, има ниски изисквания за обслужване и познатия и блясък я правят идеален материал за много приложения където здравина на стомана и корозионна устойчивост са необходими.
Съдържанието на хром определя устойчивостта ѝ към корозия, а добавеният никел позволява полиране до огледален блясък, подобрява корозоустойчивостта при високи температури и придава здравина. Този тип стомана често бива използвана за изработка на масови домакински съдове (тенджери, плата) и прибори.
Неръждаема може да се нарече стомана с най-малко 10,5 % свободен хром (реално над 13 %).
При контакт с кислорода от въздуха, хромът образува невидим оксиден слой, който предпазва стоманата от ръждясване. При нарушаване на този слой той бързо се възстановява отново.

## Употреба
Неръждаемата стомана се развалцова на листове, пръти, кабели и тръби, които се използват за съдове за готвене, прибори за хранене, хирургична апаратура и конструктивни материал в големи сгради, като Крайслер Билдинг. А също и Индустриално оборудване (например, хартиени фабрики, химически заводи, пречистване на вода) и резервоари за съхранение и резервоари за химия и хранителни продукти (например, химически танкери и автоцистерни). Устойчивостта на неръждаемата стомана на корозия и лекота с която тя може да бъде почистена с пара и стерилизирана и факта, че не се нуждае от други повърхностни покрития е ра ...
Употребява се приоритетно в търговски кухни и предприятия на хранително-вкусовата промишленост.

## 18/10 неръждаема стомана
18/10 е популярното название на вид неръждаема стомана, съдържаща до 18 % хром и 8 – 10 % никел.
Названието 18/10 е преди всичко търговско. Стандартизираното название на популярната стомана 18/10 е
steel grade 304 – наименование, с което е вписана в каталозите. Steel grade 304 може да съдържа 18 – 20 % хром и 8 – 10 % никел. Повишаването на съдържанието на никел повишава качеството и устойчивостта на стоманата, но също и цената. Висококачествените стомани съдържат 10 % никел. За снижаване на разходите производителите използват най-ниския клас стомана от този тип, примерно със съдържание на никел 8,2 %, което обаче е достатъчно за да могат да нарекат стоманата 18/10. Затова често разликата в качеството между стомани 18/8 и 18/10 е минимална.

### Заваряване и запояване
Съществуващите заваръчни процеси са приложими. Цели се, естествено, получаването на здрави заварки, без порьозност, притежаващи добри механични качества, като се запази качеството устойчивост на корозия на базовия материал.
Преди да започне заваряването на неръждаема стомана е изключителни важно да се почистят бордовете (краищата) на заварката, включително и краищата на зона, чиято температура може да надвиши 400 ° Целзий от всякакви следи от масла, следи от въглерод (разчертаване с молив) или всякакви други замърсявания, за да се избегне формирането на карбиди от вида Cr23C6, което би провокирало обедняване на хром (около 95%) и следователно загуба на неръждаемост на тези обеднени зони, Много добър метод за почистване е използването на прегрята пара. Същите предпазни средства трябва да се прилагат и при термично рязане (плазма, лазер...) и при термична обработка
По принцип неръждаемите стомани се обработват в цехове наричани „бели“, т.е. с повишена чистота и липса на материали можещи да замърсят неръждаемите стомани. Достъпът до тях е през буферни пространства и атмосферата им е с повишено налягане.
Тъй като хромът се окислява, трябва да се предвиди защита от въздействието на кислород на стопения метал с инертна атмосфера, която може да бъде от аргон, хелий, азот и дори във вакуум при заваряване без флюси-TIG (волфрам-инертен газ), MIG (метал-инертен газ), плазма или с електронни лъчи.
- Мартензитните стомани се подават трудно на хомогенно заваряване поради високото им съдържание на въглерод (проблема крехкост на първо минаване и напукване на студено от едновременното действие на три фактора: наличие на крехки структури, влияние на водорода и поява на напрежения). При всички случаи когато е допустимо са препоръчва хетерогенно заваряване с аустенитни материали (електроди, телове).
- Феритните стомани са склонни на чупливост, когато се заваряват хомогенно и трябва да се подложат на хипертермична обработка (довеждане до течно състояние на карбидите и интеркристалните съединения). което не винаги е възможно. При всички случаи когато няма специални предписания или контра-индикации свързани с предназначението на оборудването се препоръчва хетерогенно заваряване с аустенитни електроди (или телове) с прилагане на ниско енергийно заваряване, за да се избегне образуване на зони с големи кристални зърна при ниски температури.
- Аустенитните стомани са по-податливи на заваряване. Нюанса на електродите и параметрите на заваряване трябва да се избират внимателно, за да сме сигурни, че заварката ще запази химичните и механичните си качества на базовата стомана.
- Аустенитно-феритни стомани (дуплекс стомани) Подробна статия : Acier duplex.

Предпочитат се методи, които ограничават времето на заваряване и обема на стопения метал. Съпротивително заваряване (точково, ролково, искрово) дава отлични резултати, а не трябва да се забравя и запояване, което не води до стопяване на базовия метал. Дифузионно запояване във вакуум дава отлични резултати за малки струговани или фрезовани детайли-части за часовници, микро-мотори, протези, инструменти. Припоите със сребро дават устойчиви връзки, но припоите с мед, калай и месинг са абсолютно недопустими защото провокират грануларна декохезия и разрушаване на съедниението.
Най-добрият начин за заваряване на неръждаеми стомани, когато това е все пак допустимо, е с аустенитен метал на електрода. Възможни са всички традиционни процеси заваряване с обмазани електроди, с покрита дъга (под флюс), в инертна атмосфера и т.н. с изключение на оксиженово заваряване. Газово заваряване не е допустио, защото въглерода съдържащ се в пламъка се имплантира в стопения метал и го прави чуплив. Горелки се използват само за твърдо запояване т.е. без стопяване на инокса.